# Газ Туркменістану

## Запаси, ресурси і родовища природного газу
За даними Міністерства нафти та газу Туркменістану запаси газу в країні на 2000 р. становлять 45,44 млрд т в нафтовому еквіваленті. Найбільші газові родовища Туркменістану зосереджені у центральній і східній платформних частинах країни (Амудар'їнська газонафтоносна провінція). Зони нафтогазонакопичення пов'язані з великими тектонічними зонами валоподібних піднять основних структурних елементів епігерцинської платформи. Газоносні теригенні і карбонатні відклади верхньої юри, нижньох і верхньої крейди, палеогену; нафтоносні в основному нижньокрейдові відклади. Інтервал газоносності 420-5000 м, нафтоносності 640–2340 м. Поклади пластові склепінчасті тектонічно і літологічно екрановані. Нафта з карбонатних колекторів нафтеново-ароматичного складу, сірчиста (S до 1%) з густиною 900 кг/м³, з теригенних — метанонафтенова з низьким вмістом S і густиною 840–880 кг/м³. Гази метанові містять до 155 г/см³ газового конденсату. Прогнозні ресурси газу в Туркменістані оцінюються фахівцями країни в 17 трлн. м³, з них 11,5 трлн м³ — на суші, а 5,5 трлн м³ (за оцінкою Western Atlas 1999 р.) — на Каспії. З 2860 млрд м³ доведених запасів газу (2001) близько 63% зосереджено в Амудар'їнському басейні, де розташовані найбільші газові родовища Даулетабад (доведені запаси — 707 млрд м³) і Яшлар (764 млрд м³). За даними корпорації «Туркменгаз», в останні роки спостерігається перевищення відбору газу над приростом запасів. У 2000 р. ця різниця досягла максимального за останні 5 років рівня — 35 млрд м³.

## Видобуток і переробка природного газу
Становлення газовидобутку як самостійної галузі почалося в 1966 з введенням в розробку Ачакського родовища газу. Швидке її зростання зумовлене відкриттям і введенням в експлуатацію нових газових і газоконденсатних родовищ (Ачакське, Майське, Гугуртлінське, Шатликське Наїпське, Сакарське, Байрам-Алійське, Кірпічлінське та ін.). Це дозволило довести видобуток природного газу в 1986 до 85,0 млрд м³. В кінці ХХ ст. загальний експлуатаційний фонд свердловин — близько 400. Основний обсяг нафти видобувається глибинно-насосним способом. Розробка покладів ведеться з підтримкою пластового тиску методом заводнення.
Обсяг видобутку газу в Туркменістані пов'язаний з масштабами експорту. У 1985–1990 рр. тут добували близько 84 млрд м³ на рік природного газу. Зменшення експорту зумовило стрімке зниження рівня видобутку газу — до 13,2 млрд м³ у 1998 р. У 1999 р. видобуток склав 22,8, у 2000 р. — 47,2, а у 2001 р. — понад 50 млрд куб.м, у 2002 р. — 53,5 млрд м³ газу, динаміка видобутку позитивна. Зростання зумовлене, головним чином, поновленням поставок газу в Україну і Росію. У 2002–2006 рр. Туркменістан поставить Україні 250 млрд м³ газу (у 2002 р. — 40 млрд м³). Наприкінці 1999 р. Туркменістан почав постачання газу в Росію (у 2000 р. — 20 млрд м³, у 2001 р. — 10 млрд м³). Експорт газу має вирішальне значення для економіки Туркменістану. План експорту газу на 2005 р. — 75 млрд м³, на 2010 р. — до 100 млрд м³. Водночас, ряд експертів оцінюють експортний потенціал Туркменістану у 2005 р. тільки в 48-49 млрд м³. Найбільший виробник газу в країні — державна компанія «Туркменгаз» (Turkmengaz) — 85% видобутку.
За 1999–2000 рр. приріст запасів за рахунок геологічно-розвідувальних робіт становив 67 млрд м³. До початку 2001 р. в країні розроблялося 47 газових родовищ. Понад 85% газу добувають з родовищ на півдні і сході країни, що експлуатується корпорацією «Туркменгаз». Видобуток газу на західних (переважно нафтових) родовищах здійснює ДК «Туркменнафта». Найбільше газу добувають на родовищі Даулетабад — за 2000 р. тут було отримано 29 млрд м³ газу. До 2005 р. видобуток збільшать до 36-38 млрд м³ на рік. Близько 4 млрд м³ на рік видобувають з родовищ Сейрап і Малай. Компанія Shell збільшує видобуток газу з родовища Малай до 8-10 млрд м³ на рік. Близько 3,5 млрд м³ газу на рік дають родовища в Заунгузьких Каракумах (Наіп, Боврідешик, Північний Балгуї, Кирпічлі і Гутурлі). За останні 10 років в Туркменістані введено в експлуатацію близько 20 родовищ з сумарними запасами 40 млрд м³. 2001 р. на правобережжі Амудар'ї на родовищі Берекетлі отримано новий притік газу понад 1 млн м³/добу. У 2001 р. на північному сході країни розпочато промислову розробку газового родовища Бяшкизил із запасами близько 100 млрд м³. У Одночасно введений в експлуатацію газопровід «Бяшкизил-Учаджі» (90 км), що з'єднав це родовище з магістраллю «Середня Азія-Центр». На родовищі планується щорічно добувати понад 5 млрд м³ газу. З освоєнням ряду нових родовищ по газопроводу «Бяшкизил-Учаджі» буде щорічно подаватися на експорт близько 15 млрд м³ газу. Восени 2001 р. завершено буріння першої групи експлуатаційних свердловин на родовищі Елгуї, запаси якого становлять 49 млрд м³ газу. Багато родовищ перейшли в стадію зниження видобутку. У 2005 р. видобуток газу на нині діючих родовищах становитиме 53-54 млрд м³. Будуть введені в експлуатацію нові родовища з сумарним об'ємом видобутку понад 17 млрд м³ газу.
Одним з пріоритетних напрямів в розвитку паливно-енергетичного комплексу Туркменістану останнім часом стає виробництво зрідженого газу (у 2001 р. 111,2 тис. т, у 2002 р. — 196 тис. т). Туркменістан планує збільшити виробництво і експорт зрідженого нафтового газу (ЗНГ). З 1998 р. в Заунгузьких Каракумах діє Наїпський промисловий комплекс потужністю 15 тис. т ЗНГ на рік. У 2003 р. в Туркменістані зріджений газ виробляють на трьох заводах. В Наїпі побудовано новий завод з виробництва ЗНГ. Технологія є ноу-гау канадської компанії «Термодізайн інжінірінг» і вважається найефективнішою у світі. Комплекс розрахований на щодобову переробку 9 млн м³ газу, який буде подаватися сюди з Наїпського, Беурдешикського, Керпічлінського і Балкуїнського родовищ. Потужність заводу — 65 тис. тонн зрідженого газу. Туркменський ЗНГ експортується у Велику Британію, Німеччину, Іран, Афганістан, ОАЕ і інші країни (основні споживачі — Іран і Афганістан). Японські компанії виявили зацікавленість у будівництві на території республіки 20 комплексів зрідження газу [Нафтогазова Вертикаль].
Масштабне введення в розробку морських газових родовищ Туркменістану очікується після 2005 р. Освоєння газових морських об'єктів стримується через відсутність транспортних коридорів.
За даними Кабінету міністрів Туркменістану в 2010 р. річний видобуток газу в республіці становитиме 120 млрд м³, що в три рази більше, ніж в 1998 р.
Разом з тим, на розвиток нафтогазової галузі країни в 2001–2010 рр. необхідно $25 млрд, включаючи $7 млрд на нове обладнання. Здійснюється програма надання ліцензій на геологічно-розвідувальні роботи і видобування вуглеводнів, розрахована до 2010 р, яка включає 32 об'єкти на туркменському шельфі Каспійського моря і 15 на суші.
Виконується велика програма модернізації газотранспортних потужностей Туркменістану. Консорціум, в який увійшли ЗАТ «Укргазпромбуд» (Україна) і компанія Caspro Pipeline Service AG (Ліхтенштейн), проектує і будує «під ключ» систему газопроводів Довлетабат-Дерялик через колектор Дерялик, що на півночі Туркменістану.
Туркменістан планує в 2004 р. видобути 74 млрд м³ газу (з яких 58 млрд м³ піде на експорт). Основними покупцями туркменського газу в 2004 р. стануть державні підприємства України (36 млрд м³) та Ірану (7 млрд м³), а також компанії «Ітера» (10 млрд м³) і «Газпром» (5 млрд м³). Очікується, що протягом 2004 року будуть відкриті нові газові родовища в районі Теджена, Південної Іолотані, Шатлика, Південного Серахса, буде побудовано 120 км нових газопроводів [Turkmenistan.ru].